# 참 (불교)
참(慚, 부끄러워함, 산스크리트어: hrī, 팔리어: hiri, 영어: self-respect,
conscientiousness,
sense of shame,
dignity)은 설일체유부의 5위 75법에서 심소법(心所法: 46가지) 중 대선지법(大善地法: 10가지) 가운데 하나이며, 유식유가행파와 법상종의 5위 100법에서 심소법(心所法: 51가지) 중 선심소(善心所: 11가지) 가운데 하나이다. 설일체유부에 따르면, 참(慚)은 계(戒) · 정(定) · 혜(慧)의 공덕이 있는 자를 공경하는 것, 또는 스스로 반성한 결과 자신이 범한 불선에 대해 부끄럽게 여기는 의식작용(마음작용)이다.
흔히 일반적으로 참(慚)과 괴(愧)는 한데 묶어서 참괴(慚愧 또는 慙愧: 매우 부끄러워함)라고 하는데, 설일체유부와 유식유가행파와 법상종은 이 둘을 분별하고 있다. 설일체유부의 중현(衆賢)은 《아비달마장현종론(阿毘達磨藏顯宗論)》에서, 참(慚)이란 참다운 진리로 나아감으로써 스스로[我]와 법(法)에 대해 뛰어난 힘이 생겨나서, 애(愛: 애탐, 탐욕)의 등류(等流)를 거스릴려는 마음의 자재성이라고 설명하고 있다. 그리고 괴(愧)는 수습(修習)을 애락하고 공덕을 우선하는 것으로서, 치(癡: 어리석음, 무명)의 등류(等流)를 어기고 열등한 법을 혐오하는 것이라고 설명하고 있다.

## 같이 보기
- 괴(愧)

## 참고 문헌
- 권오민 (2003). 《아비달마불교》. 민족사.
- 세친 지음, 현장 한역, 권오민 번역 (K.955, T.1558). 《아비달마구사론》. 한글대장경 검색시스템 - 전자불전연구소 / 동국역경원. K.955(27-453), T.1558(29-1). |title=에 외부 링크가 있음 (도움말)
- 운허.  동국역경원 편집, 편집. 《불교 사전》. |title=에 외부 링크가 있음 (도움말)
- 중현 지음, 현장 한역, 권오민 번역 (K.957, T.1563). 《아비달마장현종론》. 한글대장경 검색시스템 - 전자불전연구소 / 동국역경원. K.957(28-1), T.1563(29-777). |title=에 외부 링크가 있음 (도움말)
- (중국어) 星雲. 《佛光大辭典(불광대사전)》 3판. |title=에 외부 링크가 있음 (도움말)
- (중국어) 세친 조, 현장 한역 (T.1558). 《아비달마구사론(阿毘達磨俱舍論)》. 대정신수대장경. T29, No. 1558, CBETA. |title=에 외부 링크가 있음 (도움말)
- (중국어) 중현 조, 현장 한역 (T.1563). 《아비달마장현종론(阿毘達磨藏顯宗論)》. 대정신수대장경. T29, No. 1563, CBETA. |title=에 외부 링크가 있음 (도움말)